# Обрежа (Алба)
Обрежа (рум. Obreja) насеље је у Румунији у округу Алба у општини Михалц. Oпштина се налази на надморској висини од 259 m.

## Становништво
Према подацима из 2002. године у насељу је живело 686 становника.

### Попис2002.
| Расподела становништва по националности 2002.‍ | Расподела становништва по националности 2002.‍ | Расподела становништва по националности 2002.‍ | Расподела становништва по националности 2002.‍ | Расподела становништва по националности 2002.‍ |
| --------------------------------------------- | --------------------------------------------- | --------------------------------------------- | --------------------------------------------- | --------------------------------------------- |
|                                               |                                               |                                               |                                               |                                               |
| Румуни                                        | Румуни                                        |                                               | 665                                           | 96,9%                                         |
| Мађари                                        | Мађари                                        |                                               | 9                                             | 1,3%                                          |
| Роми                                          | Роми                                          |                                               | 12                                            | 1,7%                                          |